# Douglas Branch
La Douglas Park Branch (ou Cermak Branch) est un tronçon de la ligne rose du métro de Chicago construit par la Metropolitan West Side Elevated à l’ouest du Loop.
Elle commence à la station 18th après le Paulina Connector et roule vers les quartiers ouest de Chicago jusqu’à Cicero et son terminus de 54th/Cermak.
Elle dessert Cicero, une ville limitrophe de celle de Chicago à l’ouest.

## Historique
Les travaux de construction débutèrent en juin 1893 et la ligne fut inaugurée le 28 avril 1896 entre Marshfield et 18th Street. Cette branche de quatre stations était la plus courte de la Metropolitan West Side Elevated, les temps de construction ayant été plus long que sur d’autres tronçons.

### Son prolongement
Le 7 août 1896 : La Douglas Branch est étendue à Western Avenue.
Le 29 juin 1900 : La ville de Chicago approuve son extension jusqu’à la 40th Avenue.
Mi-juin 1901 : Les travaux de prolongement de la Douglas Branch jusqu’à la 40th Avenue débutent.
Le 10 mars 1902 : La Douglas Branch est étendue à Lawndale Avenue et permet l’inauguration des stations California, Kedzie, Homan et Clifton Park (Drake).
Le 16 juin 1902 : La Douglas Branch roule jusqu'à la 40th Avenue et la station intermédiaire de Marschal est ouverte.
Le 22 mai 1907 : La Douglas Branch est prolongée jusqu'à la 46th Avenue (Kenton), à la périphérie de la ville de Chicago. La station est à quelques mètres de l'usine Hawthorne de la Western Electric Company, un des plus gros employeurs de la région de Chicago de l’époque.
Le 16 décembre 1907 : La Douglas Branch est étendue à la 48th Avenue à Cicero.
Le 20 août 1910 : La Douglas Branch est étendue à la 52nd Avenue (station Laramie).
Le 1er août 1912 : Le service de la Douglas Branch est étendu à la 56th Avenue.
Le 1er août 1915 : Le service de la Douglas Branch est étendue une nouvelle fois  jusqu’à Lombard Avenue.
Son tronçon final à Oak Park Avenue, avec un arrêt intermédiaire à Ridgeland Avenue, fut ouvert neuf ans plus tard, le 16 mars 1924.

### Le déclin

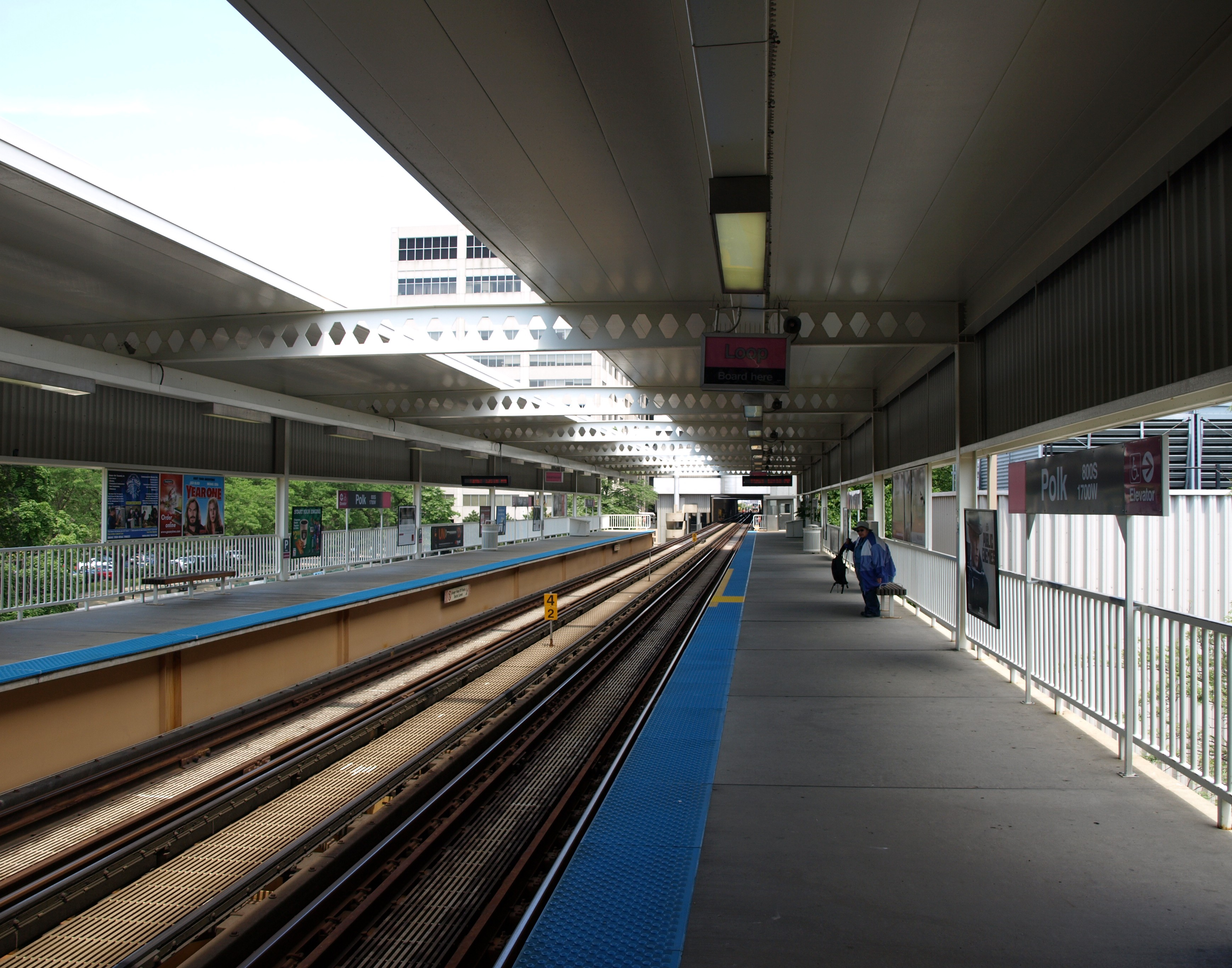
La station Polk.

Après que la Douglas Park Branch ait atteint sa pleine mesure en 1924, sa vie fut plutôt calme jusqu’à la fin des années 1940 et la création de la Chicago Transit Authority (CTA).
Le moins que l’on puisse écrire c’est qu’à dater de ce moment, la vie de la Douglas Park Branch fut plutôt tourmentée.
Lors de la création du système skip/stop A/B, la Chicago Transit Authority décida de rationaliser le service sur la ligne et de fermer endéans les cinq ans les stations 14th Place, Homan, Drake, Lawndale et Kenton tandis qu’une nouvelle station au look très sommaire fut ouverte ne 1951 : Central Park.
Les stations Polk, Hoyne, Central Park et 50th Avenue reçurent la mention A tandis que les stations California et Kildare furent désignées sous la lettre B pendant que les autres stations étaient desservies par l’omnibus AB.
En heure de pointe, seule une rame toutes les quinze minutes desservaient ces stations AB.
Le 3 février 1952, la ligne fut limitée à 54th Avenue tandis que la desserte de Oak Park Avenue fut remplacée par un bus.
Le 3 mai 1952, les stations Roosevelt et Douglas Park furent fermées.
Le 25 mai 1954, le service est limité à Cicero/Berwyn en se servant des voies à l’arrière de la station comme dépôt et garage d’entretien des rames.
Le 22 juin 1958, les rames en provenance de Cicero/Berwyn furent déviée sur la Congress Branch garce à la nouvelle ligne au milieu de l’autoroute Eisenhower et la connexion des voies au Milwaukee-Dearborn Subway jusqu’à Logan Square au nord.
Le nouveau système modifia la desserte et il fut décidé que toutes les stations de la Douglas Branch seraient désormais des stations B tandis que celle de la Congress Branch des A. À partir de ce moment, toutes les stations étaient desservies toutes les dix minutes en heure de pointe.
En 1973, dans le cadre de nouvelles réductions de cout, la station 50th Avenue est fermée.

### La rénovation progressive de la ligne
En 1983, Polk et Cicero furent reconstruite afin notamment de les rendre accessibles aux personnes à mobilité réduite.
Au début des années 1990, la Chicago Transit Authority a tenté d'apporter quelques améliorations à la ligne ; en 1991, les voies de circulation en très mauvais état furent remplacées. L'année suivante, la station Laramie faiblement fréquentée fut fermée afin d’accélérer le service (Cicero/Berwyn n’étant qu’à deux rues à l’ouest.
En 1993, 18th fut reconstruite à son tour en faisant la troisième station accessible aux personnes à mobilité réduite sur la ligne.
La même année, la CTA réorganise ses lignes en couleurs, la Douglas Branch reçoit la couleur bleue.
En 1995, le système A/B est abandonné, toutes les rames s’arrêtent à chaque stations ce qui en pratique, ne modifie pas la desserte des stations de la Douglas Branch.
En 1996, la CTA modifie l’appellation de la ligne en Cermak Branch, bien qu’aujourd’hui le nom de « Douglas » soit encore majoritairement utilisé par les Chicagoans.
En 1998, le service de nuit fut abandonné sur ce tronçon du métro de Chicago.

### La réhabilitation complète de la ligne
Au fil des ans, la condition de la Cermak Branch n’à fait que diminuer à un point tel que 47 % de ses voies n’étaient plus praticables à vitesse normale.
Cette situation ralentissait le trafic jusqu’à 35 minutes pour un trajet complet au lieu de 20 minutes en conditions normales. En raison de ces temps de parcours, la fréquentation avait également chuté de 50 % en 20 ans passant de 5 millions de passagers annuels en 1979 pour 2,4 millions en 2000.
Ainsi, après une longue bataille pour obtenir des fonds de l'État du gouvernement fédéral, la Chicago Transit Authority reçut 482 millions de dollars pour reconstruire l’ensemble de la ligne vieille de 105 ans.
L'inauguration officielle du projet de rénovation de la Cermak Branch eut lieu le 10 septembre 2001 à la station Pulaski. La fin des travaux fut célébrée le samedi 8 janvier 2005, en la présence du maire de Chicago, Richard M. Daley.
Aujourd’hui la ligne comporte onze stations toutes accessibles aux personnes à mobilité réduite sur une longueur de 10,7 kilomètres.

## Une nouvelle desserte
En juin 2004, le Chicago Tribune dévoile les projets de nouvelle desserte de la Cermak Branch une fois que les travaux de réhabilitation y seront terminés.
En effet, on apprit peu de temps après que la Chicago Transit Authority allait lancer des travaux de reconstruction du Paulina Connector afin de reconnecter la Cermak Branch au Loop via la Lake Branch.
Cette nouvelle desserte permet de diminuer le temps de parcours des rames de 54th/Cermak à Clark/Lake de dix minutes et de limiter la propagation des difficultés de circulation de la ligne bleue sur la Cermak Branch.
Le 15 février 2006, la Chicago Transit Authority a approuvé la nouvelle desserte qui débutera le 1er juin 2006 pour une période d’essai de six mois.
Ces décisions permettent également d’assurer une plus forte cadence sur la Congress Branch.
La ligne rose a finalement roulé pour la première fois selon le nouveau tracé à partir du dimanche 25 juin 2006. Sa période d’essai fut prolongée trois fois avant qu’elle ne soit confirmée définitivement le vendredi 25 avril 2008.

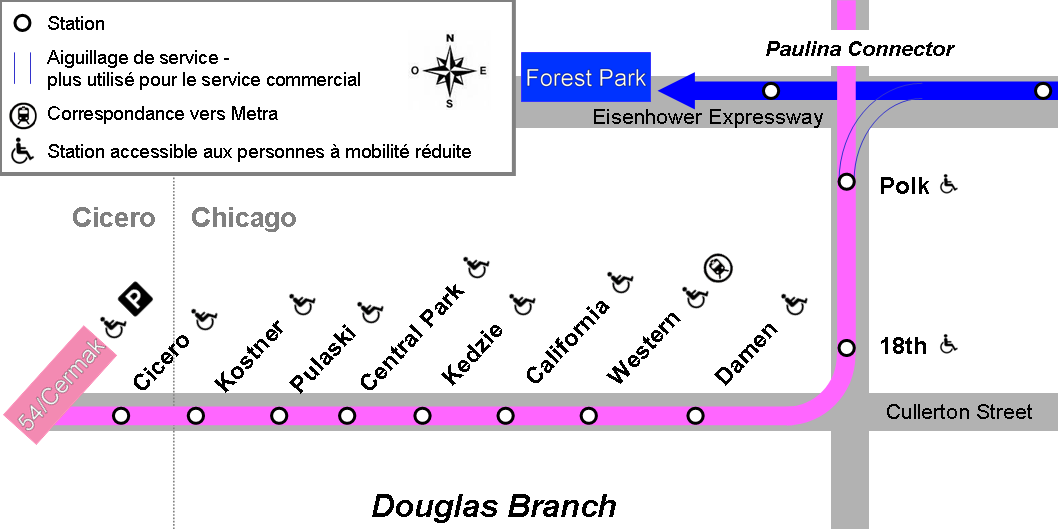
Plan de la Douglas Branch.